# Liste des conseillers régionaux des Yvelines
Les Yvelines comptent actuellement 31 conseillers régionaux sur les 209 élus qui composent le conseil régional d'Île-de-France.

## Listes par mandature

### 2021-2028
Le Yvelines compte 31 conseillers régionaux sur les 209 élus qui composent l'assemblée du conseil régional d'Île-de-France issus des élections des 20 et 27 juin 2021.
| Identité | Identité                  | Parti       | Groupe | Autres mandat ou fonction |
| -------- | ------------------------- | ----------- | ------ | --- |
|          | Valérie Pécresse          | LR-SL       |        | Conseillère municipale de Vélizy-Villacoublay Conseillère communautaire de Versailles Grand Parc Présidente de Soyons libres |
|          | Othman Nasrou             | LR-SL       |        | |
|          | Alexandra Dublanche       | LR          |        | Maire-adjointe de Sartrouville                                                                                               |
|          | Jean-Roger Davin          | DVD         |        | Maire de Croissy-sur-Seine                                                                                                   |
|          | Babette de Rozières       | LR puis UDR |        | |
|          | Olivier Delaporte         | LR          |        | Maire de La Celle-Saint-Cloud                                                                                                |
|          | Sandrine Berno Dos Santos | DVD         |        | Maire-adjointe (2014 → 2022) puis maire (2022 → ) de Poissy                                                                  |
|          | Sami Damergy              | DVD         |        | Maire d'Mantes-la-Ville |
|          | Anne Cabrit               | LR          |        | Maire d'Orsonville |
|          | Vincent Poiret            | LR          |        | |
|          | Sylvie Habert-Dupuis      | Horizons    |        | Maire-adjointe de Saint-Germain-en-Laye                                                                                      |
|          | Richard Rivaud            | LR          |        | Maire de Fontenay-le-Fleury                                                                                                  |
|          | Anne Messier              | LR          |        | |
|          | Jean-Philippe Luce        | UDI         |        | Maire du Bois-d'Arcy |
|          | Huguette Fouché           | SL          |        | Maire-adjointe de Montesson                                                                                                  |
|          | Thomas Gourlan            | LR          |        | Maire-adjointe de Rambouillet                                                                                                |
|          | Sylvie Piganeau           | LR-SL       |        | Maire-adjointe de Versailles                                                                                                 |
|          | Jérôme Regnault           | DVD         |        | |
|          | Élodie Ducrohet           | UDI         |        | Maire-adjointe de Voisins-le-Bretonneux                                                                                      |
|          | Arnaud de Bourrousse      | DVD         |        | Maire de Carrières-sur-Seine                                                                                                 |
|          | Josiane Simon             | LR          |        | Maire-adjointe de Conflans-Sainte-Honorine                                                                                   |
|          | Ghislaine Senée           | EÉLV        | PÉ     | Sénatrice des Yvelines (depuis 2023)                                                                                         |
|          | Benoît Hamon              | G·s         | PÉ     | |
|          | Dieynaba Diop             | PS          | SER    | Maire-adjointe des Mureaux (2008 → 2024) Députée de la 9e circonscription des Yvelines (depuis 2024)                         |
|          | Yannick Trigance          | PS          | SER    | Conseiller municipal de Neuilly-sur-Marne (93)                                                                               |
|          | Julie Garnier             | LFI         |        | |
|          | Jacques Huleux            | EÉLV        | PÉ     | Conseiller municipal d'Émerainville                                                                                          |
|          | Laurent Morin             | RN          |        | Conseiller municipal de Mantes-la-Ville                                                                                      |
|          | Caroline Parmentier       | RN          |        | Députée de la 9e circonscription du Pas-de-Calais                                                                            |
|          | Jean-Noël Barrot          | MoDem       |        | Député de la 2e circonscription des Yvelines                                                                                 |
|          | Aurore Bergé              | LREM        |        | Députée de la 10e circonscription des Yvelines                                                                               |

### 2015-2021
Liste de gauche :
- Eddie Aït (RCDE)
- Sandrine Grandgambe (PS)
- Benoît Hamon (PS)
- Michel Jallamion (FDG)
- Rama Sall (PS)
- Mounir Satouri (EELV)
- Ghislaine Senée (EELV)
- Isabelle This Saint-Jean (PS)

Liste de droite :
- Valérie Pécresse (LR)
- Gaël Barbotin (LR)
- Anne Cabrit (LR)
- Michel Caffin (LR)
- Véronique Coté-Millard (UDI)
- David Douillet (LR)
- Alexandra Dublanche (LR)
- Benjamin Ferniot (UDI)
- Huguette Fouché (Centre)
- Marie-Célie Guillaume (UDI)
- Pierre Lequillier (LR)
- Anne Messier (LR)
- Bruno Millienne (Centre)
- Othman Nasrou (LR)
- Anne Père-Brillaut(LR)
- Sylvie Piganeau (PCD)
- Arnaud Richard (UDI)
- Babette de Rozières (LR)
- Jean-Luc Santini (LR)
- Nicolas Tardy-Joubert (PCD)

Liste Front national :
- Yasmine Benzelmat
- Philippe Chevrier
- Cyril Nauth

### 2010-2015
Après les élections régionales de 2010, les Yvelines ont 27 élus au Conseil régional d'Île-de-France. Ces élus sont répartis en 7 élus du Parti socialiste, 7 élus de l'UMP, 2 du PCD, 7 élus de Europe Écologie Les Verts (dont un a été élu sous les couleurs du Mouvement républicain et citoyen), 1 élu du Parti communiste français, 1 élu du PRG et 2 élus du Nouveau Centre.
| Conseiller                  | Parti                              | Mandat                                                     | Lieu                     |
| --------------------------- | ---------------------------------- | ---------------------------------------------------------- | ------------------------ |
| Marwa Ablouh                | UMP                                | maire-adjointe                                             | Chanteloup-les-Vignes    |
| Eddie Aït                   | PRG                                | conseiller municipal                                       | Carrières-sous-Poissy    |
| Marie-Thérèse Besson        | PCD                                | maire-adjointe                                             | Rambouillet              |
| Michel Bock                 | Europe Écologie Les Verts          |                                                            | Guyancourt               |
| Michel Caffin               | UMP                                |                                                            | Épône                    |
| Éric Chevaillier            | MRC puis Europe Écologie Les Verts |                                                            |                          |
| Françoise Descamps-Crosnier | PS                                 | maire                                                      | Rosny-sur-Seine          |
| David Douillet              | UMP                                | député                                                     | 12e circonscription      |
| Angèle Duponchel            | Nouveau Centre                     | Premier adjoint au maire                                   | Maisons-Laffitte         |
| Didier Fischer              | PS                                 | conseiller municipal                                       | Coignieres               |
| Benjamin Ferniot            | Nouveau Centre                     | conseiller municipal                                       | Chatou                   |
| Sandrine Grangambe          | PS                                 | conseiller municipal                                       | Montigny-le-Bretonneux   |
| Benoît Hamon                | PS                                 | Ministre délégué chargé de l'économie sociale et solidaire | Trappes                  |
| Jean-Paul Huchon            | PS                                 | président du conseil régional ; conseiller municipal       | Conflans-Sainte-Honorine |
| Suzanne Jaunet              | UMP                                | conseiller municipal                                       | Achères                  |
| Nabila Keramane             | Europe Écologie Les Verts          |                                                            | Le Vésinet               |
| Jean Mallet                 | Europe Écologie Les Verts          | maire                                                      | Mézy-sur-Seine           |
| Franck Margain              | Parti chrétien-démocrate           |                                                            | Le Chesnay               |
| Anne Messier                | UMP                                |                                                            | Chambourcy               |
| Clément Ortéga-Pelletier    | PCF                                | conseiller municipal                                       | La Verrière              |
| Valérie Pécresse            | UMP                                |                                                            | Versailles               |
| Sophie Renard               | Europe Écologie Les Verts          |                                                            | Poissy                   |
| Mounir Satouri              | Europe Écologie Les Verts          | conseiller municipal                                       | Les Mureaux              |
| Jean-Luc Santini            | UMP                                | maire-adjoint                                              | Mantes-la-Jolie          |
| Ghislaine Senée             | Europe Écologie Les Verts          | maire                                                      | Evecquemont              |
| Isabelle This Saint-Jean    | Apparentée PS                      |                                                            |                          |
| Michèle Vitrac-Pouzoulet    | PS                                 | conseiller municipal                                       | Le Mesnil-le-Roi         |

### 2004-2010
Il y avait en 2004 26 élus des Yvelines au Conseil régional d'Île-de-France.
| Conseiller                     | Parti     | Mandat | Lieu                     |
| ------------------------------ | --------- | --- | ------------------------ |
| Nicolas About                  | UDF       | sénateur |                          |
| Eddie Aït                      | PRG       | conseiller municipal | Carrières-sous-Poissy    |
| Myriam Baeckeroot              | FN        | conseiller municipal | Conflans-Sainte-Honorine |
| Bénédicte Bauret               | DVG       | maire-adjoint | Mantes-la-Ville          |
| Céline Baumel                  | PS        | maire-adjoint | Les Mureaux              |
| Michel Bayvet                  | FN        | |                          |
| Rachida Ben Mohamed el Harouat | UMP       | conseiller municipal | Trappes                  |
| Robert Cadalbert               | PS        | Conseiller municipal et président du Syndicat d'agglomération nouvelle puis de la Communauté d'agglomération de Saint-Quentin-en-Yvelines | Guyancourt               |
| Michel Caffin                  | UMP       | |                          |
| Janine Cayet                   | UDF       | conseillère municipale | Trappes                  |
| Roselle Cros                   | UDF       | maire-adjoint | Saint-Germain-en-Laye    |
| Françoise Descamps-Crosnier    | PS        | maire | Rosny-sur-Seine          |
| Lucien Ferrier                 | Les Verts | conseiller municipal | Chanteloup-les-Vignes    |
| Didier Fischer                 | PS        | conseiller municipal | Coignieres               |
| Suzanne Jaunet                 | UMP       | conseiller municipal | Achères                  |
| Jean-Jacques Lasserre          | UMP       | maire | Fontenay-le-Fleury       |
| Emmanuelle Ledoux              | PS        | |                          |
| Pierre Le Guérinel             | MoDem     | premier adjoint | Maurepas                 |
| Emmanuel Moreau                | PS        | conseiller municipal | Marly-le-Roi             |
| Stéphane Olivier               | PS        | conseiller municipal | Guyancourt               |
| Valérie Pécresse               | UMP       | ministre | 2e circonscription       |
| Jacqueline Penez               | PS        | conseiller municipal | Chatou                   |
| Anny Poursinoff                | Les Verts | |                          |
| Bruno Susani                   | PS        | |                          |
| Joseph Tréhel                  | PCF       | conseiller municipal | Les Mureaux              |
| Michèle Valladon               | PG        | conseiller municipal | Villepreux               |